# Пласт (геология)
Пласт в геологията е слой от почва, седиментни или вулканични скали, които са се образували на повърхността на Земята и имащи вътрешни характеристики, които ги различава от другите слоеве. Пластът е основната единица на една стратиграфска колона и е ключов елемент при изучаването на стратиграфия.
Геолозите, изучаващи скалните пластове, ги категоризират по материал на основата. Всеки отделен слой обикновено има наименование, често заимствано от град, река, планина или район, където образуванието е изложено и налично за изследване.

## Характеристики
Всеки слой в пласта обикновено е част от ред успоредни слоеве, които лежат един върху друг, в резултат на естествени процеси. Те могат да достигат размери от над стотици хиляди квадратни километри. Пластовете обикновено се различават като ивици от различно оцветени и различно структурирани материали, изложени върху скали, кариери и речни корита. Индивидуалните ивици могат да варират на дебелина от няколко милиметра до над километър. Всяка ивица представлява отделен начин на отлагане: речна тиня, плажен пясък, блатни въглища, лава и т.н.

## Галерия
- Пластове на хъмл във Френските Алпи.
- Пътен разрез през варовик и глинести шисти в Тенеси, САЩ.
- Скални пластове в Нов Южен Уелс, Австралия.
- Варовикови слоеве в Кипър.
- Напластен остров близо до Ла Пас, Южна Долна Калифорния, Мексико.